# Tartehi
Tartehi ist eine osttimoresische Siedlung im Suco Maubisse (Verwaltungsamt Maubisse, Gemeinde Ainaro).

## Geographie
Tartehi liegt auf einer Meereshöhe von 1413 m, an der Überlandstraße von Maubisse nach Ainaro. Mit dem Ostteil befindet sich der Ort in der Aldeia Lequi-Tei, der Westteil in der Aldeia Teli-Tuco. Südlich liegt der Ort Hato-Luli und nördlich die Stadt Maubisse.
Auf Gebiet von Lequi-Tei steht eine Grundschule. Die Kooperative Hakmatek betreibt im Ort bei einigen traditionellen Gebäuden eine Pension. Etwas weiter westlich befindet sich der Ponor Erlesubuti, in dem sich der kleine Hakmatek-Wasserfall ergießt (08° 50′ 54″ S, 125° 35′ 10″ O).